# プロビデンス・パーク
プロビデンス・パーク（Providence Park）は、アメリカ合衆国のオレゴン州ポートランドにあるサッカー専用スタジアム。

## 概要
サッカー専用スタジアムであり、過去には野球、アメリカンフットボールに使用されていた。1893年頃からこの地に草野球の野球場があり、そこに1926年競技場が建設された。建設主はマルトノマ・スポーツクラブである。そのため、当初はこのクラブの名前をとってマルトノマ・スタジアムと名付けられた。現在の収容人数は25,218人である。
2001年、3850万ドルをかけて大改修工事が行われ、新たに特別席やクラブ席をバックネット裏に設けた。球場名は、ポートランド・ジェネラル・エレクトリック社が命名権を購入したため、同社の名にちなんでPGEパークとなった。PGEパークは、大リーグ球団をポートランドに誘致しようと運動している。観客席に2階席を設けるなどの改築案があり、それらの改築がなされた暁にはいずれかのチームの誘致が実現するのではないかと関係者は期待を寄せていた。2019年に改修工事がなされたが、皮肉にも野球ではなくサッカー専用スタジアムとしての改修工事であった。
サッカーでは、メジャーリーグサッカーのポートランド・ティンバーズがここを本拠地にしている。2014年にはMLSオールスター戦がバイエルン・ミュンヘンを迎えて行われた。女子サッカーのポートランド・ソーンズFCも本拠地としている。FIFA女子ワールドカップ2大会（1999年大会、2003年大会）で開催地に選ばれ、特に2003年大会では準決勝2試合が開催された。1990年にはオージーフットボールのエキシビションマッチも行われたことがある。 
過去にアメリカンフットボール（USFL）ではポートランド・ブレイカーズ、野球ではサンディエゴ・パドレス傘下AAA級ポートランド・ビーバーズが本拠地にしていた。ビーバーズは2010年にアリゾナ州ツーソンへ移転した（その後2014年にテキサス州エルパソへ再び移転し、エルパソ・チワワズとなった）。スタジアムはポートランド州立大学のアメリカンフットボールチームも、1999年にポートランド市郊外のヒルズボロに移転するまで使用していた。かつて州内の高校のアメリカンフットボールのチャンピオンシップが戦われる3つのスタジアムの1つでもあった（他の2つは、オレゴン州立大学のレーザー・スタジアムと、オレゴン大学のオーツェン・スタジアムである）。

## 歴史
1926年、マルトノマ・アスレチック・クラブ所有の「マルトノマ・フィールド」を取り壊し、その跡地に「マルトノマ・スタジアム」として開場。
1966年、マルトノマ・アスレチック・クラブがポートランドに210万ドルで売却。「シビック・スタジアム」に改名。
2001年、3850万ドルで改装。ポートランド・ゼネラル・エレクトリック（PGE）が命名権を買収し、「PGEパーク」に改名。
2011年、球技専用に改修。ジェルドウェン社が命名権を買収し「ジェルドウェン・フィールド」に改名。
2014年、プロビデンス・ヘルスアンドサービス社が命名権を買収し「プロビデンス・パーク」に改名。

## ギャラリー

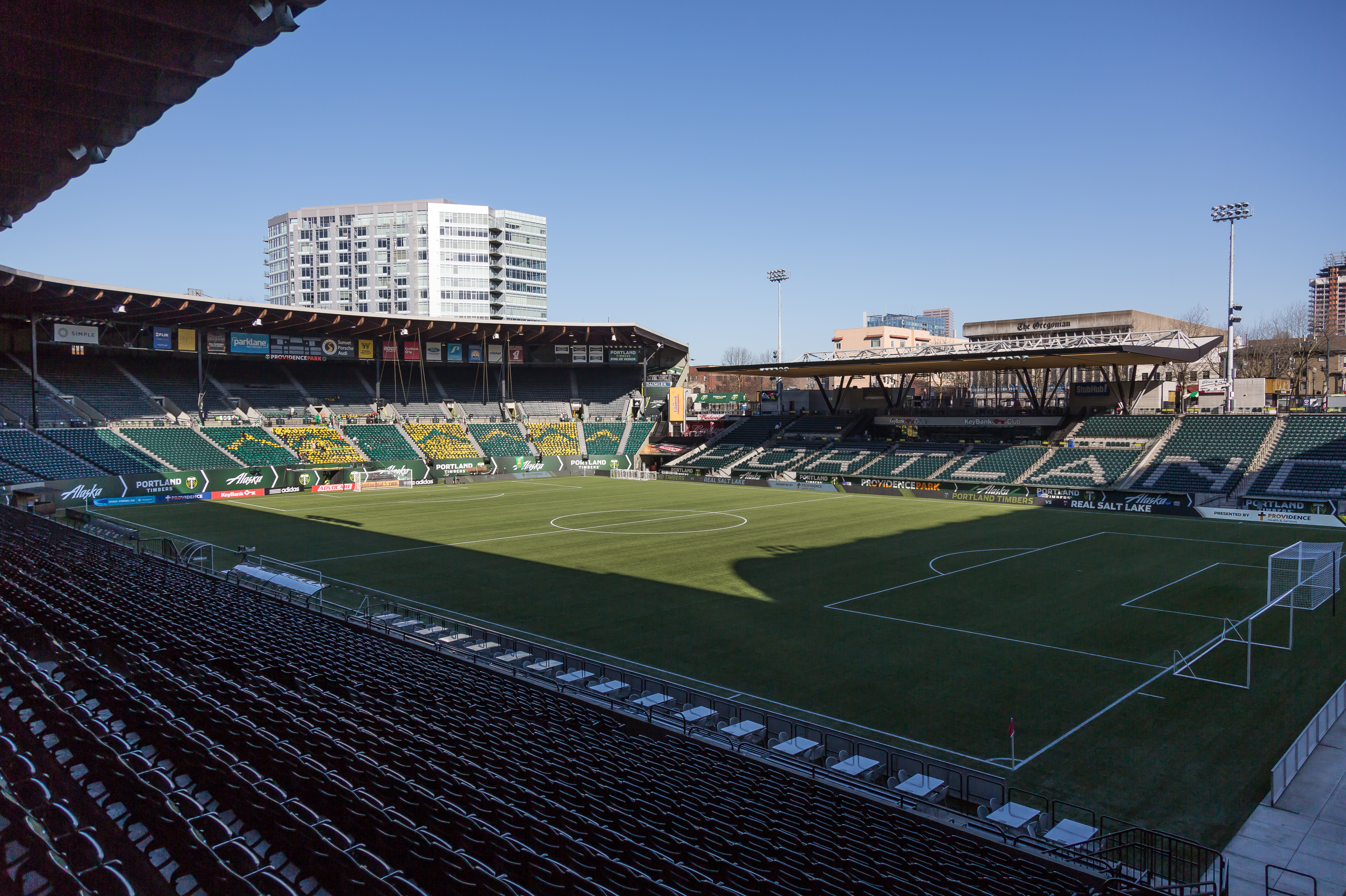
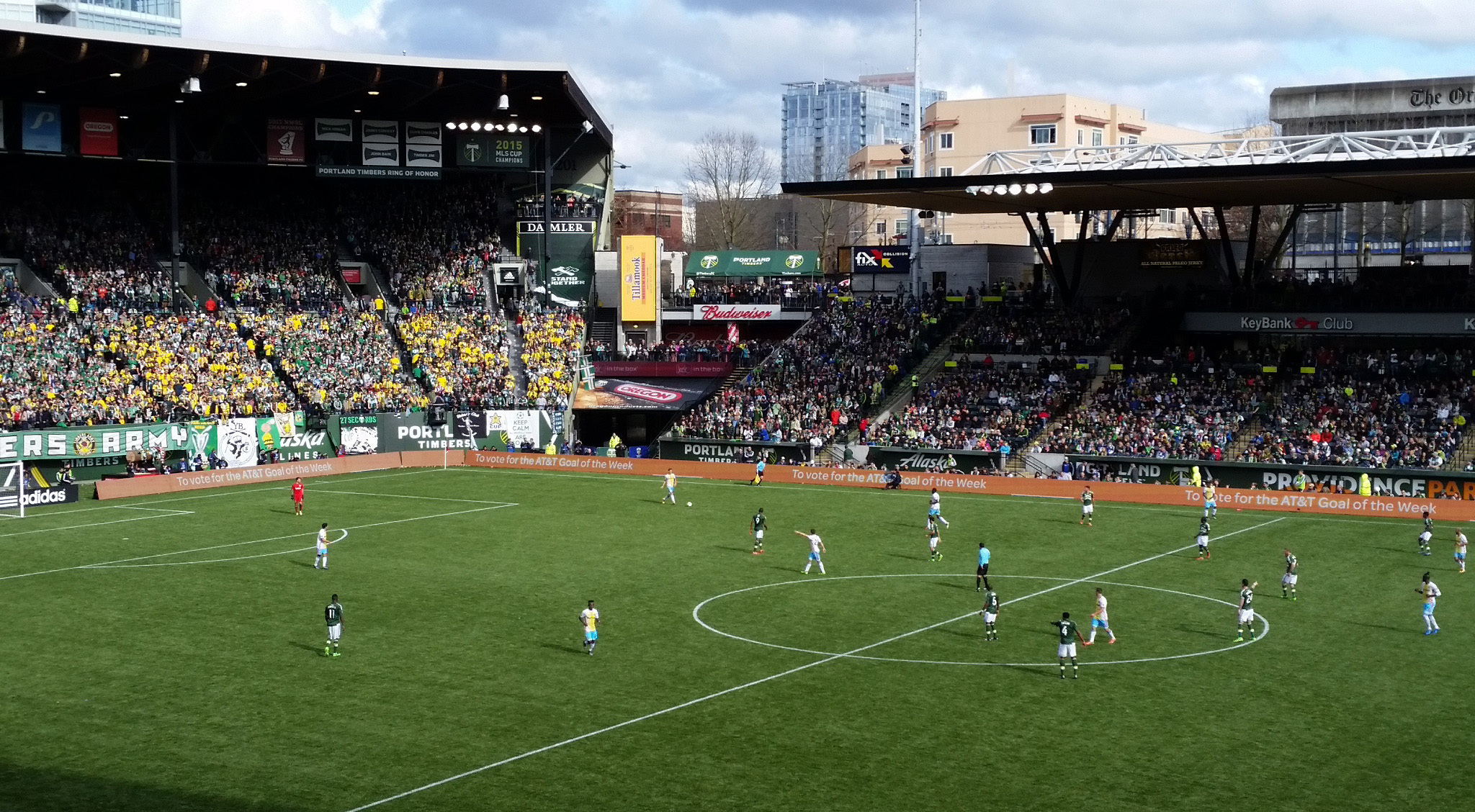
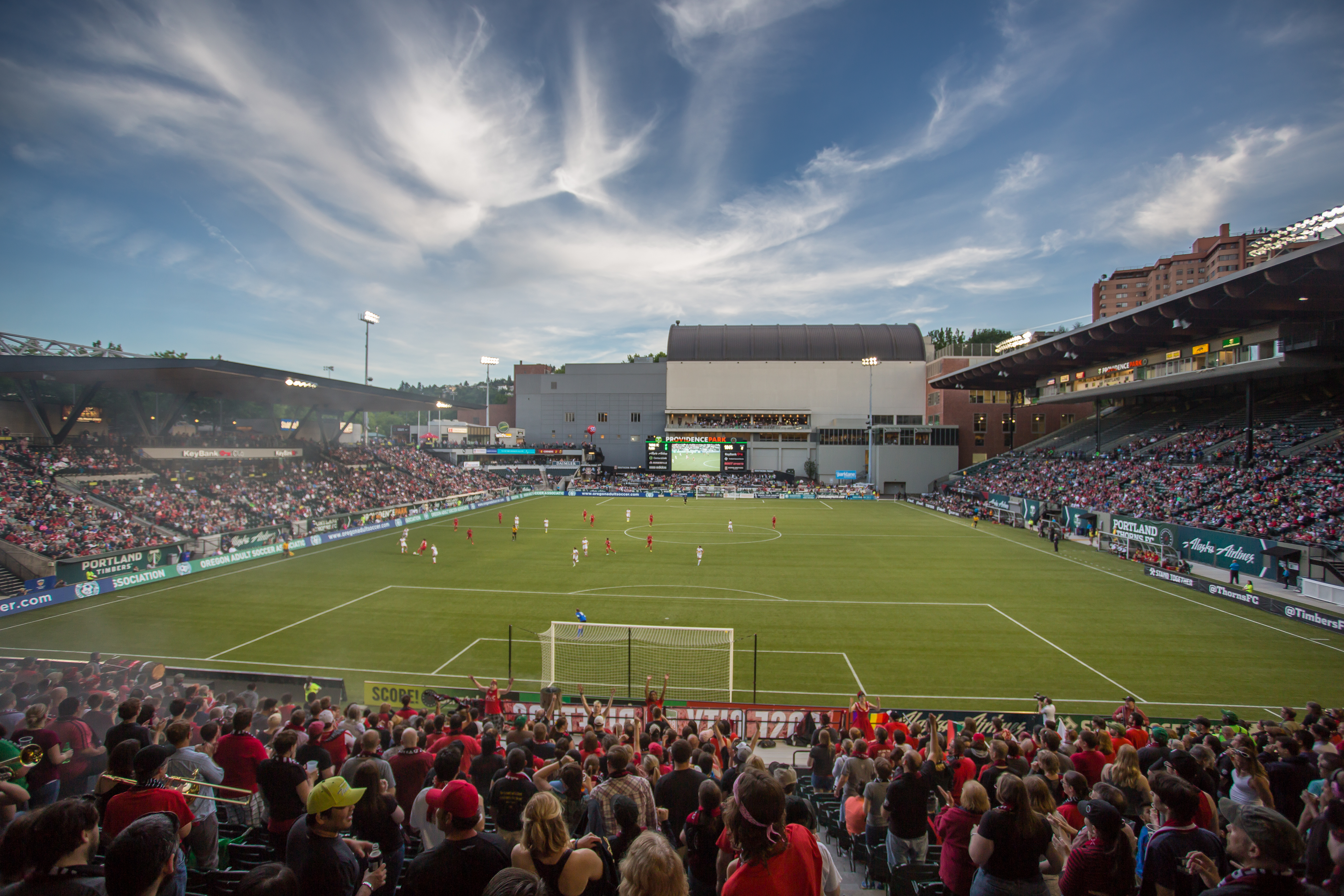